# Villers-la-Loue
Villers-la-Loue (Gaumais: Vilé l'Olu, Waals: Viyé-l'-Alou) is een dorp in de Belgische provincie Luxemburg en een deelgemeente van Meix-devant-Virton in het arrondissement Virton.

## Geschiedenis
Op het eind van het ancien régime werd Villers-la-Loue een gemeente. In 1823 werden bij gemeentelijke herindelingen in Luxemburg veel kleine gemeenten samengevoegd en de buurgemeenten Robelmont en Sommethonne werden bij Villers-la-Loue aangehecht. In 1841 werd Roberlmont echter alweer afgesplitst als zelfstandige gemeente en in 1878 werd ook Sommethonne weer zelfstandig.
Bij de gemeentelijke herindeling van 1977 werd Villers-la-Loue een deelgemeente van Meix-devant-Virton.

## Demografische ontwikkeling
- Bronnen:NIS, Opm:1831 tot en met 1970=volkstellingen
- 1846: Afsplitsing van Robelmont
- 1880: Afsplitsing van Sommethonne

## Bezienswaardigheden
- De Église Saint-Hubert

Deelgemeenten: Gérouville · Meix-devant-Virton · Robelmont · Sommethonne · Villers-la-Loue

Overige dorpen: Belle Vue · Berchiwé · Houdrigny · Limes

Belgische gemeenten · Arrondissement Virton · Luxemburg · Wallonië